# Calcio Forlì 1996-1997
Questa pagina raccoglie le informazioni riguardanti il Calcio Forlì nelle competizioni ufficiali della stagione 1996-1997.

## Stagione
Nella stagione 1996-1997 il Forlì disputa il girone B del campionato di Serie C2, raccoglie 33 punti che valgono l'ultimo posto in classifica, retrocedendo direttamente nel Campionato Nazionale Dilettanti. Sulla panchina biancorossa viene confermato Franco Bonavita, ma nonostante una situazione tranquilla di classifica, viene sostituito a campionato in corso da Vittorio Spimi ex biancorosso, che ha anche giocato in Serie A con il Bari. La squadra non migliora la sua classifica, anzi precipita in fondo alla classifica, senza riuscire a riemergere da una situazione sempre più critica. Nell'ultimo turno di campionato il Forlì supera (2-0) la Massese, ma il contemporaneo pareggio dell'Iperzola con la Maceratese, terza in classifica, condanno il Forlì all'ultimo posto, per un solo punto escluso anche dai playout. Retrocedono nel C.N.D. con Massese e Ponsacco. Miglior marcatore stagionale forlivese Marco Fida, autore di 9 reti. In Coppa Italia di Serie C fuori al primo turno nel doppio confronto con il Carpi. Il Forlì ritornerà tra i professionisti nella stagione 2002-2003.

## Rosa
| N. |                   | Ruolo | Calciatore           |
| -- | ----------------- | ----- | -------------------- |
|    | Italia (bandiera) | A     | Paolo Agostini       |
|    | Italia (bandiera) | D     | Alessio Ballanti     |
|    | Italia (bandiera) | D     | Fabrizio Bucciarelli |
|    | Italia (bandiera) | D     | Fabio Calcaterra     |
|    | Italia (bandiera) | D     | Alberto Calderoni    |
|    | Italia (bandiera) | P     | Alex Calderoni       |
|    | Italia (bandiera) | C     | Giancarlo Cavaliere  |
|    | Italia (bandiera) | D     | Samuele Conficconi   |
|    | Italia (bandiera) | C     | Francesco Conti      |
|    | Italia (bandiera) | C     | Enrico Dolcini       |
|    | Italia (bandiera) | A     | Marco Fida           |
|    | Italia (bandiera) | D     | Gianni Flamigni      |
|    | Italia (bandiera) | D     | Alessio Gasperini    |

| N. |                   | Ruolo | Calciatore         |
| -- | ----------------- | ----- | ------------------ |
|    | Italia (bandiera) | D     | Guido Ghetti       |
|    | Italia (bandiera) | D     | Francesco Lorenzi  |
|    | Italia (bandiera) | A     | Felice Lorenzo     |
|    | Italia (bandiera) | A     | Giuseppe Lorenzo   |
|    | Italia (bandiera) | D     | Sandro Macerata    |
|    | Italia (bandiera) | P     | Carlo Magnani      |
|    | Italia (bandiera) | C     | Fabio Medri        |
|    | Italia (bandiera) | A     | Fabio Milia        |
|    | Italia (bandiera) | C     | Francesco Monaco   |
|    | Italia (bandiera) | A     | Andrea Orlandi     |
|    | Italia (bandiera) | D     | Enrico Paggio      |
|    | Italia (bandiera) | C     | Roberto Rossi      |
|    | Italia (bandiera) | C     | Emanuele Valentini |

## Risultati

### Serie C2 - girone B

#### Girone di Andata
| Arbitro: | Cirone (Palermo) |

|                                                      |           |  |
| G. Cavallo 47’, 65’ Minuti 73’ P. Andreotti 87’, 90’ | Marcatori |  |

| Forlì 8 settembre 1996 2ª giornata | Forlì              | 0 – 0 | Vis Pesaro | Stadio Tullo Morgagni\| Arbitro: \| Rotondi (Piombino) \| |
| Arbitro:                           | Rotondi (Piombino) |       |            |                                                           |

| Arbitro: | Sebastianelli (Ciampino) |

|                            |           |                |
| Ramacciotti 50’ Ardeni 51’ | Marcatori | 23’ Conficconi |

| Arbitro: | Alvino (Salerno) |

|                                       |           |                         |
| Cavaliere 10’ Paggio 57’ F. Conti 67’ | Marcatori | 42’ Pazzaglia 45’ Buscè |

| Arbitro: | Pozzi (Como) |

|               |           |                              |
| Camporese 72’ | Marcatori | 12’ Cavaliere 90’ G. Lorenzo |

| Arbitro: | Semeraro (Taranto) |

|                                                    |           |                                          |
| G. Lorenzo 13’ Cavaliere 41’ (rig.) Conficconi 90’ | Marcatori | 12’ Giuliodori 58’ Montingelli 76’ Carta |

| Arbitro: | Saccani (Mantova) |

|               |           |  |
| Nicoletti 15’ | Marcatori |  |

| Arbitro: | Ardito (Bari) |

|          |           |                |
| Fida 77’ | Marcatori | 89’ Scichilone |

| Fano 3 novembre 1996 9ª giornata | Fano           | 0 – 0 | Forlì | Stadio Raffaele Mancini\| Arbitro: \| Zenere (Schio) \| |
| Arbitro:                         | Zenere (Schio) |       |       |                                                         |

| Forlì 10 novembre 1996 10ª giornata | Forlì             | 0 – 0 | Pontedera | Stadio Tullo Morgagni\| Arbitro: \| Vittoria (Napoli) \| |
| Arbitro:                            | Vittoria (Napoli) |       |           |                                                          |

| Arbitro: | Ciulli (Roma) |

|                                              |           |                |
| Baiana 18’ (rig.) Bazzani 45’ Tommaselli 78’ | Marcatori | 37’ G. Lorenzo |

| Arbitro: | Pieri (Genova) |

|          |           |  |
| Fida 90’ | Marcatori |  |

| Arbitro: | Borelli (Roma) |

|                         |           |  |
| Cordone 53’ Bonaldi 63’ | Marcatori |  |

| Arbitro: | Lampertico (Milano) |

|              |           |                              |
| R. Rossi 63’ | Marcatori | 45’ F. Lorieri 81’ E. Baggio |

| Arbitro: | Palmieri (Cosenza) |

|                       |           |          |
| Cento 68’ Sgherri 85’ | Marcatori | 21’ Fida |

| Arbitro: | Pirrone (Messina) |

|                                 |           |  |
| Paggio 45’ Cavaliere 86’ (rig.) | Marcatori |  |

| Arbitro: | Esposito (Trapani) |

|                                |           |                        |
| Bonfanti 81’ Paggio 83’ (aut.) | Marcatori | 43’ Cavaliere 60’ Fida |

#### Girone di ritorno
| Arbitro: | N. Ayroldi (Molfetta) |

|  |           |                |
|  | Marcatori | 31’ G. Savoldi |

| Arbitro: | Cassarà (Palermo) |

|               |           |  |
| Lazzerini 63’ | Marcatori |  |

| Arbitro: | Tomasi (Conegliano) |

|                      |           |  |
| Cavaliere 69’ (rig.) | Marcatori |  |

| Lugo di Romagna 9 febbraio 1997 21ª giornata | Baracca Lugo          | 0 – 0 | Forlì | Stadio Ermes Muccinelli\| Arbitro: \| Cuttica (Alessandria) \| |
| Arbitro:                                     | Cuttica (Alessandria) |       |       |                                                                |

| Arbitro: | Lombardi (Lanciano) |

|                                            |           |                                     |
| Cavaliere 32’ (rig.) Fida 71’ Agostini 90’ | Marcatori | 57’ Marsich 59’ Scattini 61’ Nzamba |

| Arbitro: | Tullio (Avezzano) |

|           |           |  |
| Gespi 43’ | Marcatori |  |

| Arbitro: | Gazzi (Torino) |

|                                                       |           |  |
| Danza 29’ (aut.) Fida 72’ G. Lorenzo 82’ Agostini 89’ | Marcatori |  |

| Arbitro: | Raccichini (Voghera) |

|           |           |  |
| Bruni 62’ | Marcatori |  |

| Arbitro: | Alvino (Salerno) |

|                   |           |                |
| Alb. Calderoni 4’ | Marcatori | 89’ Clementini |

| Pontedera 29 marzo 1997 27ª giornata | Pontedera                   | 0 – 0 | Forlì | Stadio Ettore Mannucci\| Arbitro: \| Ingenito (Nocera Inferiore) \| |
| Arbitro:                             | Ingenito (Nocera Inferiore) |       |       |                                                                     |

| Arbitro: | Pieri (Genova) |

|  |           |               |
|  | Marcatori | 53’ Tomaselli |

| Arbitro: | Calcagno (Nichelino) |

|               |           |          |
| Argentesi 29’ | Marcatori | 84’ Fida |

| Arbitro: | Gabriele (Frosinone) |

|            |           |                   |
| Paggio 76’ | Marcatori | 63’ Cuccu 87’ Ria |

| Castelfranco Veneto 27 aprile 1997 31ª giornata | Giorgione                | 0 – 0 | Forlì | Stadio Comunale\| Arbitro: \| Sebastianelli (Ciampino) \| |
| Arbitro:                                        | Sebastianelli (Ciampino) |       |       |                                                           |

| Arbitro: | S. Ayroldi (Salerno) |

|              |           |             |
| Cavaliere 7’ | Marcatori | 50’ Paoloni |

| Arbitro: | Saccani (Mantova) |

|                     |           |  |
| Bellotto 86’ (rig.) | Marcatori |  |

| Arbitro: | Vendramin (Castelfranco Veneto) |

|                                  |           |  |
| Sogliani 3’ (aut.) Fida 63’, 90’ | Marcatori |  |

## Coppa Italia
| Arbitro: | Ferlito (Prato) |

|  |           |                                                    |
|  | Marcatori | 34’ (rig.), 90’ Materazzi 59’ Corradi 70’ Lunardon |

| Arbitro: | Cecotti (Udine) |

|              |           |           |
| Lunardon 26’ | Marcatori | 62’ Medri |